# 牛頭角

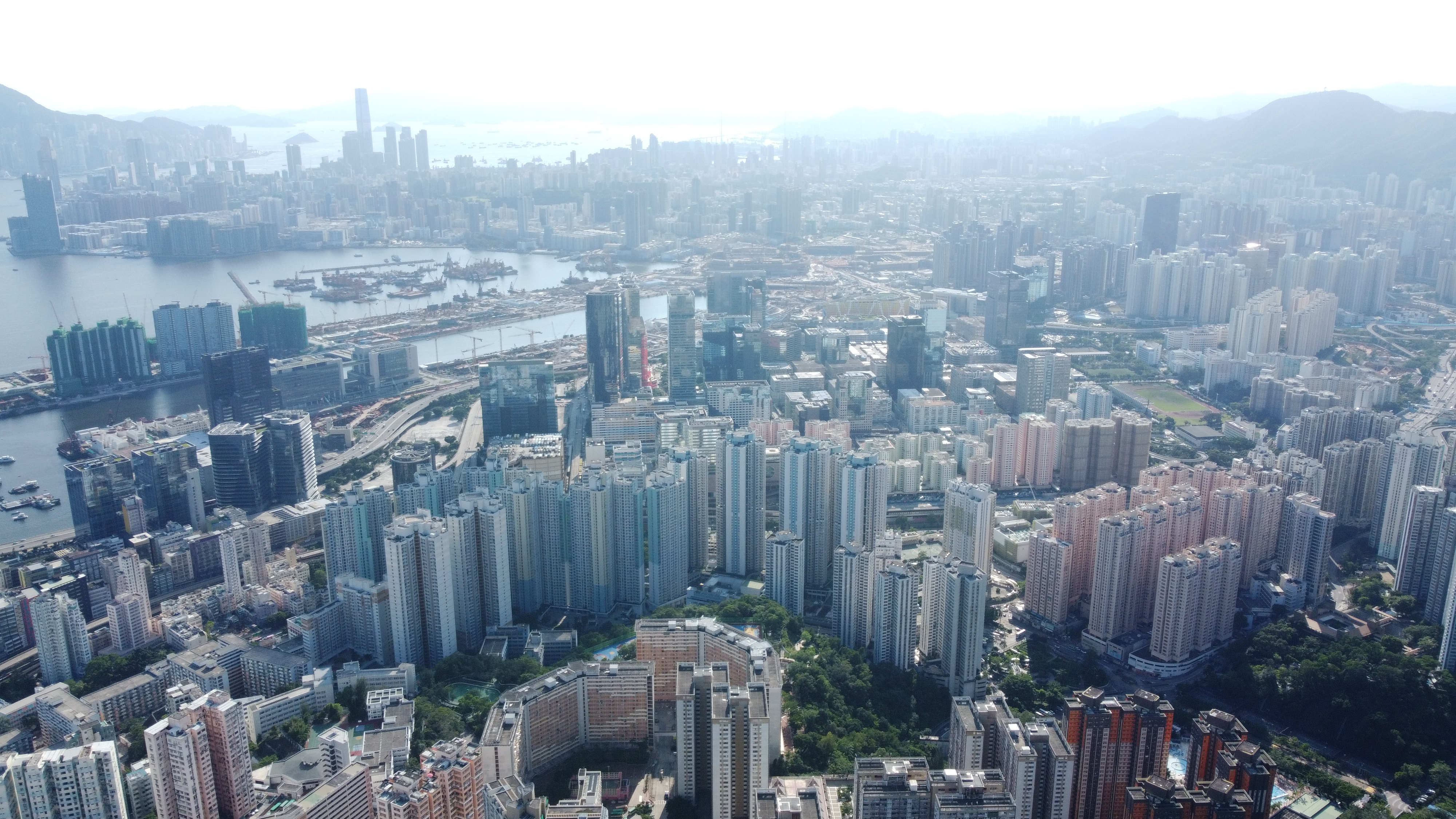
航拍牛頭角住宅群（前方樓字），2022年

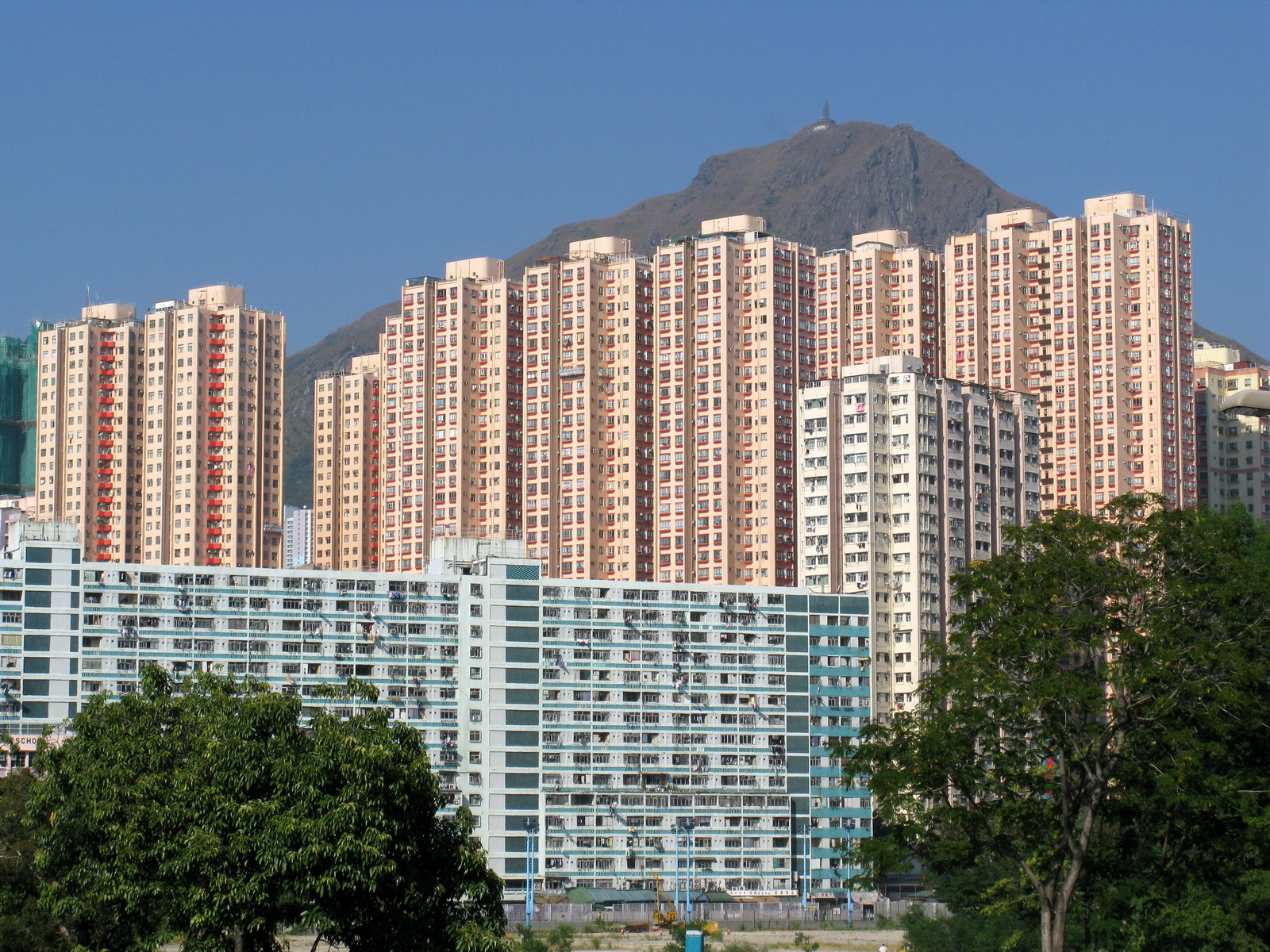
2007年的牛頭角

牛頭角（英語：Ngau Tau Kok）位於香港觀塘區中部，位置為佐敦谷以南，九龍灣以東，龍山及鱷魚山以西，觀塘市中心之西北，東南方由觀塘道所包圍，主要為住宅區。

## 歷史

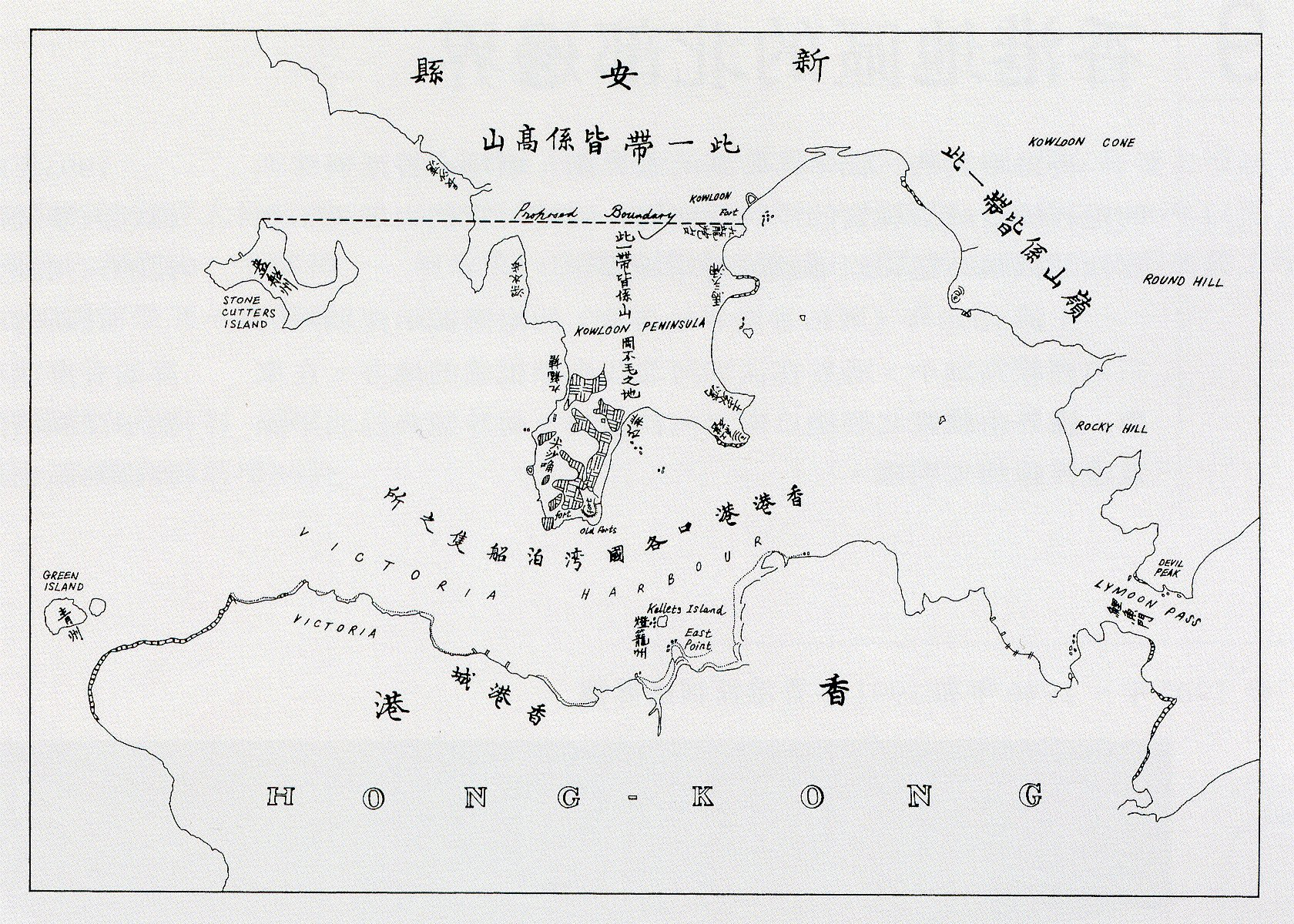
《北京條約》中國割讓予英國的九龍半島部份，右方海灣中部突出地就是牛頭角

牛頭角作為地名早於1866年出版的《新安縣全圖》已有標示。在九龍灣填海前，牛頭角因海灣的海岸線與牛角相似而得名，並對望隔岸的馬頭角。香港開埠初期，市區需要大量建築石材，牛頭角一帶曾盛行採石業，有客家人士聚居，與茜草灣、茶果嶺和鯉魚門，合稱為九龍四山。百多年前的客家瀝源九約竹枝詞中，便描述到四山中的牛頭角：「清遊忽到蘇茅坪，瞥見牛頭角又生。茜草灣前多石匠，仙歌嘹亮一聲聲」，大意是指現今牛頭角上邨、花園大廈及玉蓮臺一帶當時為採石場。

### 牛頭角村

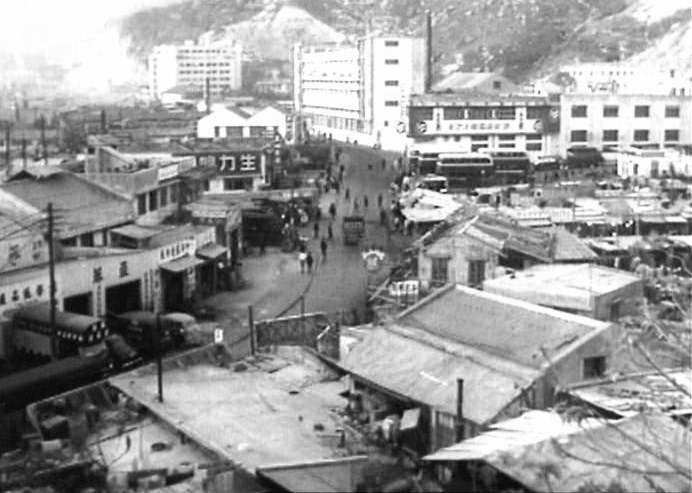
1950年代中，牛頭角道和振華道交界

清嘉慶年間，牛頭角村建村。1899年，牛頭角有居民約200人。1911年，牛頭角有人口440人。牛頭角村是一條雜姓村，以李氏和吳氏佔多數，主要居於村的西面部份，村東有小市集和一所養智學校。1960年代前，牛頭角仍屬九龍十三鄉之一，有百多戶人家，過百座屋舍。
1952年及1956年，政府收回牛頭角村大部份耕地以修築並擴闊牛頭角道。1956年，牛頭角碼頭落成，可從水路往來銅鑼灣及北角、筲箕灣和荼果嶺。1965至66年，政府全面清拆牛頭角村，村民被安置往油塘灣徙置區。牛頭角村現今建成定安街一帶的洋樓，餘下牛頭角道遊樂場內的大王廟為舊村建築。1980年代中前，牛頭角舊村民仍會舉行大王爺誕打醮。

### 復華村
1951年11月21日，九龍城東頭村發生大火，政府計劃將災民徙置於牛頭角龍山山麓，定名為福華村（牛頭角平房徙置區）。福華村於1970年代中全面清拆，原址闢建成為公共屋邨樂華邨及居屋樂雅苑，於1982年至1985年間陸續落成。

### 牛頭角工廠區
1953年政府發展大角咀為商住區，指令當地工廠遷至牛頭角，於牛頭角道山邊一帶建立工廠。有廠商自資於佐敦谷外之淺灣（淘化大同工廠和船廠之間的海灣）填海建廠，1955年已填海逾一百萬平方呎，成為新工業區。1963年牛頭角道山邊的工廠用地被政府收回，發展牛頭角政府廉租屋。1965年政府將填海工業地上的工廠用地政府收回以發展牛頭角徙置區，200多家廠戶被迫遷離，119戶工廠合資格遷進新蒲崗工廠大廈。

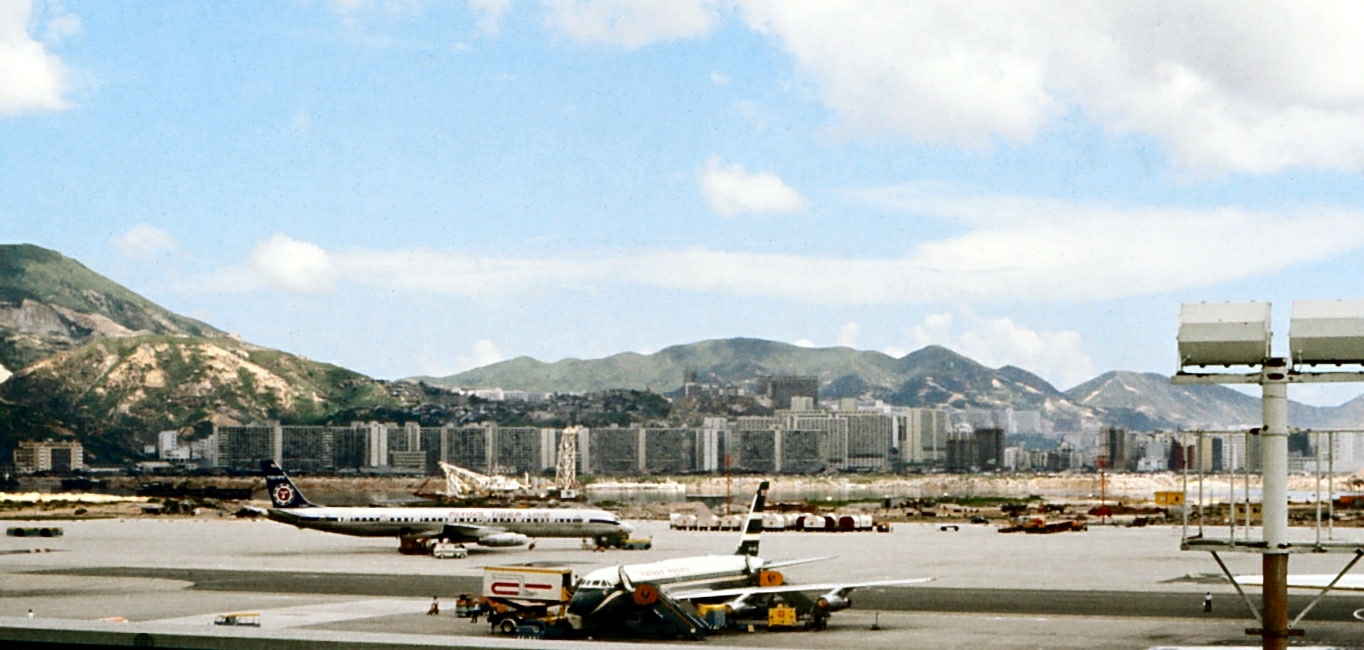
1971年的牛頭角

1973年香港房屋委員會成立，牛頭角徙置區改稱牛頭角下邨，而旁邊的「牛頭角政府廉租屋」則改名為牛頭角上邨。

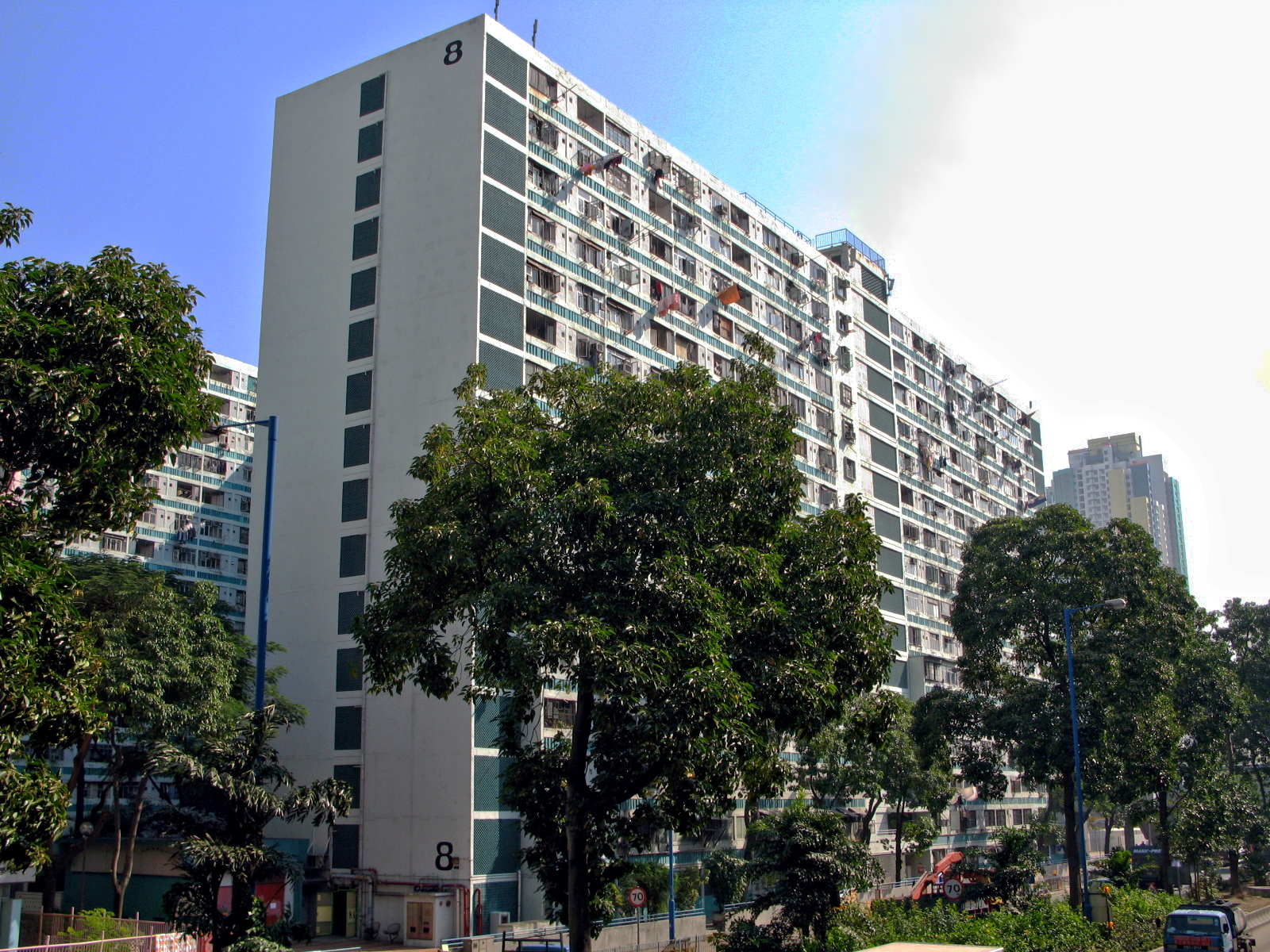
清拆前的牛頭角下邨8座，是香港第五型的徙置區大廈，現址為牛頭角公園

1970年代觀塘及九龍灣填海工程陸續完成，將原本天然曲折的海岸線拉直，牛頭角自此成為內陸地區。1979年啟用的牛頭角站就興建在在原有的海岸線觀塘道上，既服務新填土地上。原有牛頭角對出的海皮已經成為觀塘和九龍灣商貿區 (由昔日的工業區轉化而成)。
2003年牛頭角下邨開始重建，分為第一期和第二期，北面用作興建東九文化中心，而南面則重建為第二代牛頭角下邨，現今牛頭角大部份用地已經主要是作住宅區。

## 主要建築物

### 住宅

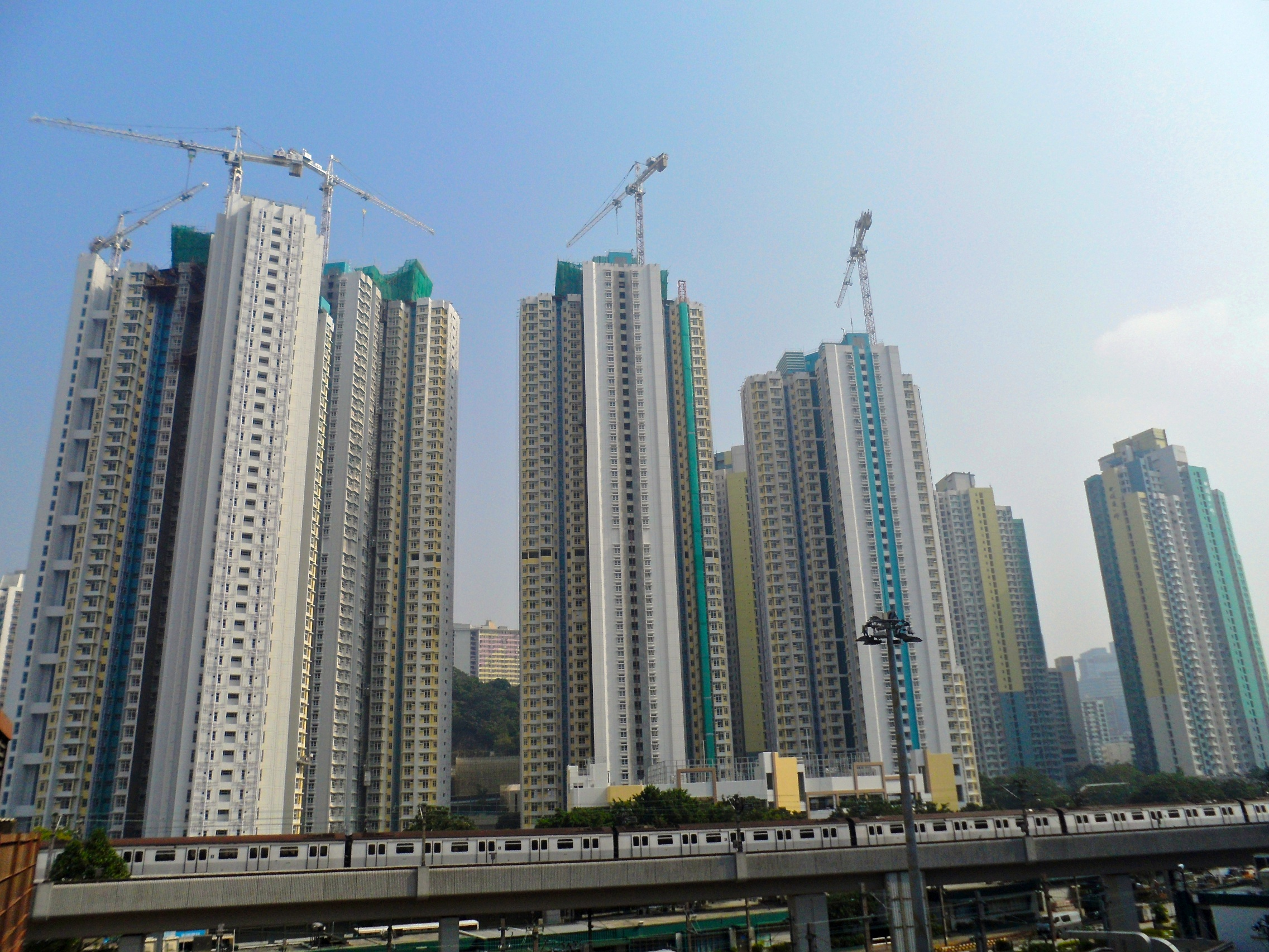
公共房屋牛頭角下邨與牛頭角上邨外貌

- 香港房屋委員會管理的牛頭角下邨、牛頭角上邨、樂華邨
- 香港房屋協會管理的花園大廈及玉蓮臺
- 安基苑
- 樂雅苑
- 振華苑

### 學校

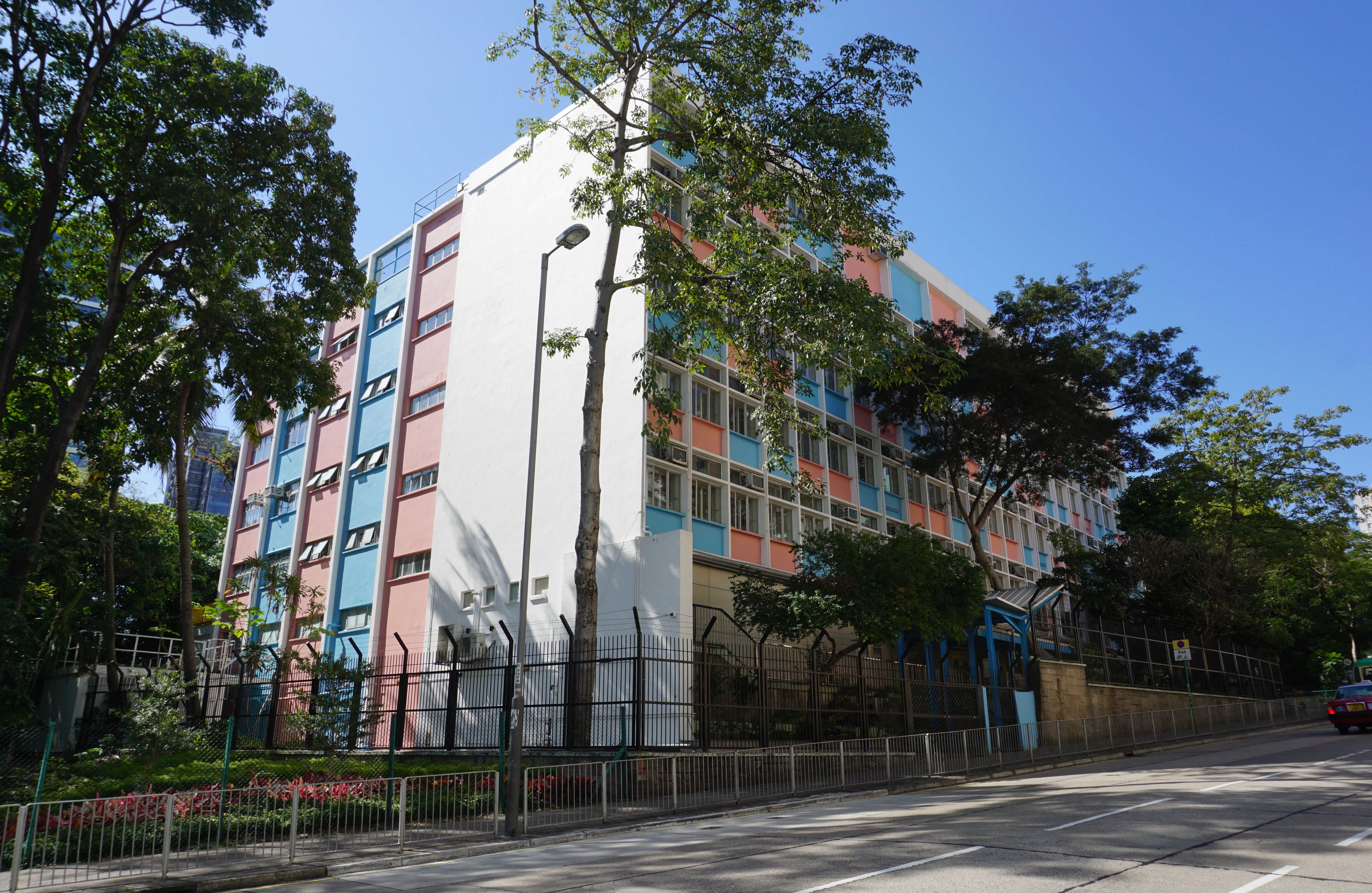
觀塘官立小學
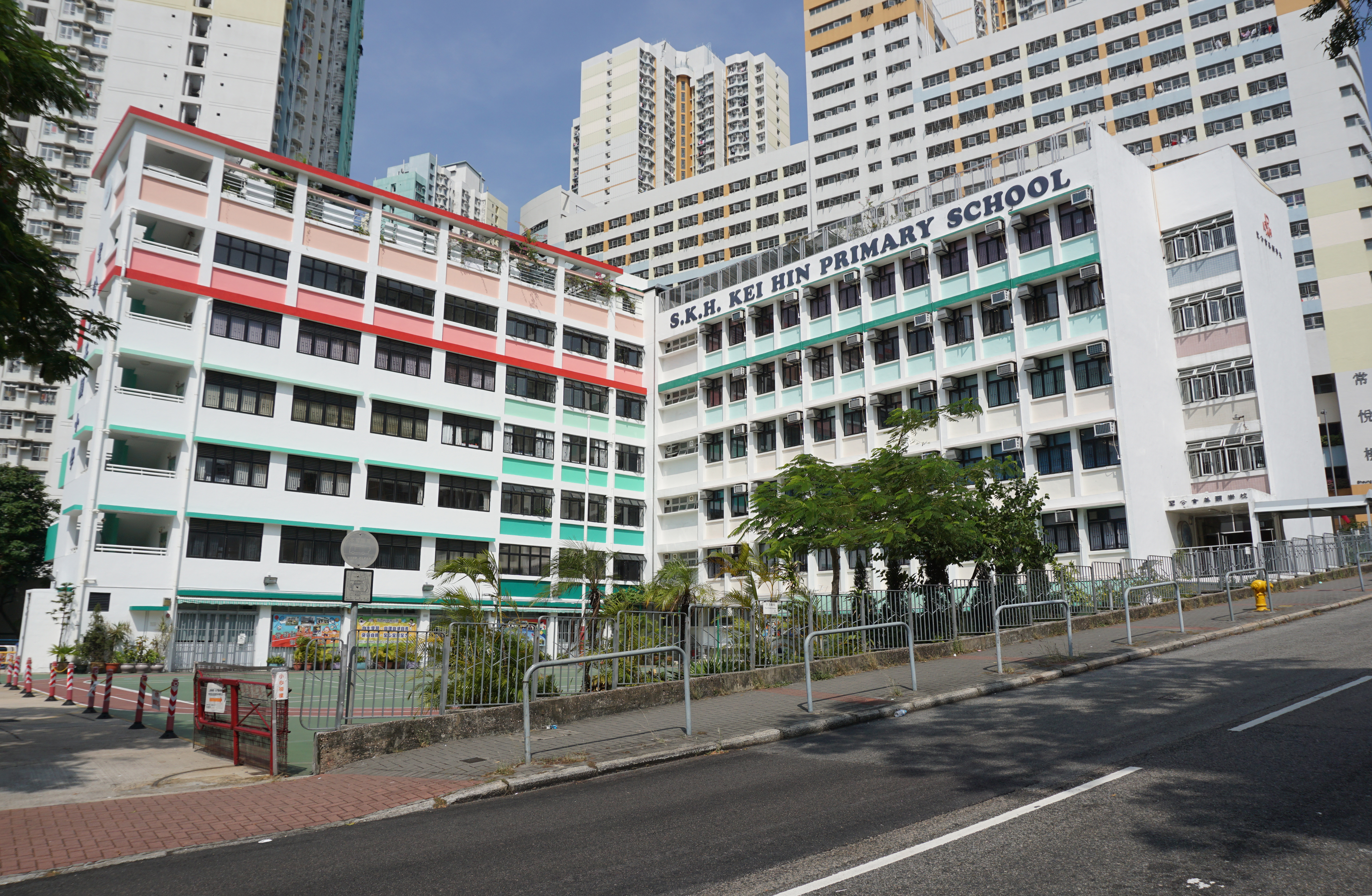
聖公會基顯小學
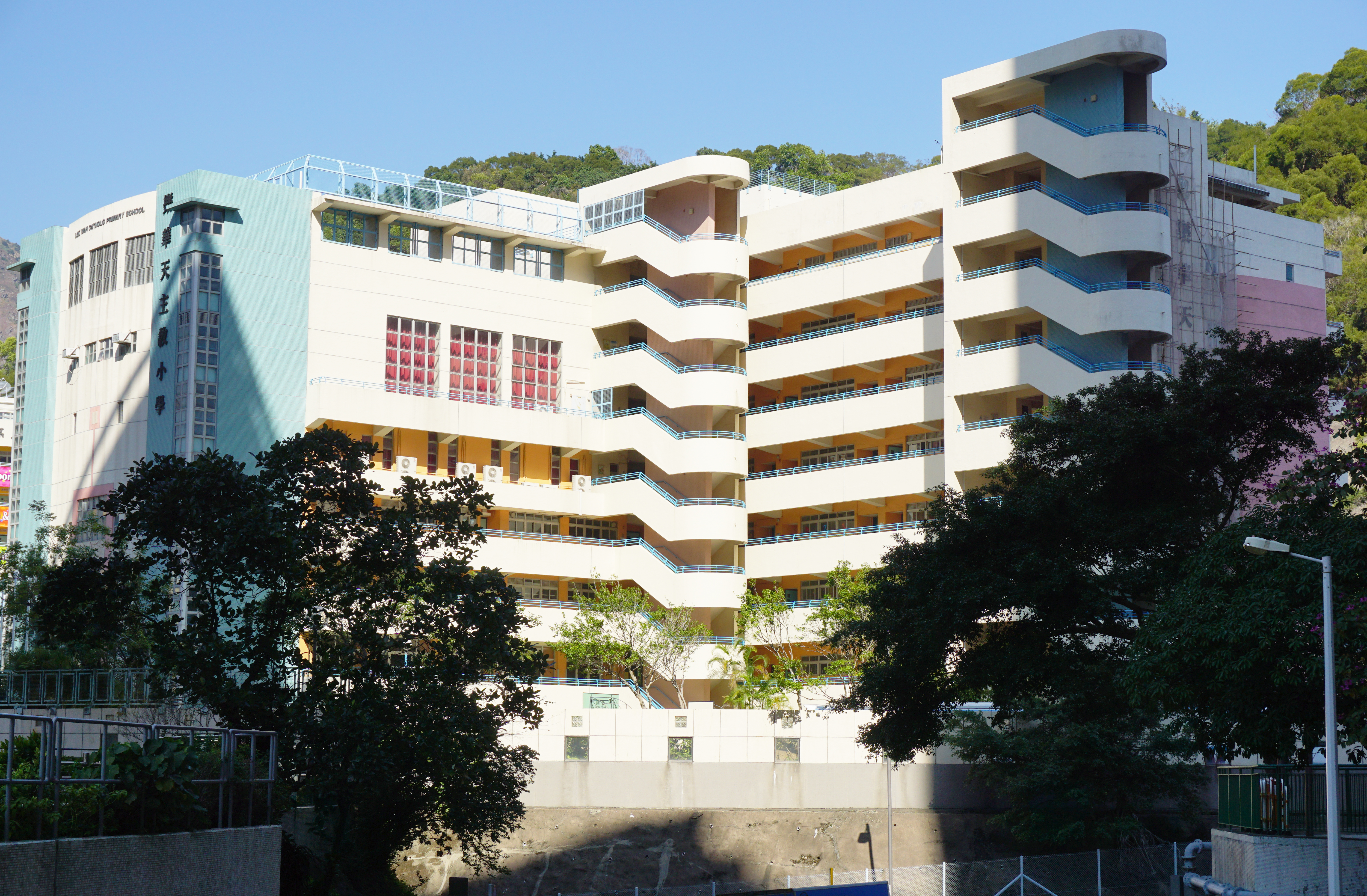
樂華天主教小學

- 觀塘官立小學
- 聖公會基顯小學
- 樂華天主教小學

### 寫字樓
政府在2012年推動起動九龍東，多座舊工廈和商業大廈陸續重建為甲級寫字樓。市民可經牛頭角站前往，而實際位處觀塘商貿區及九龍灣商貿區之間（與早年的淘大工業村無關）。

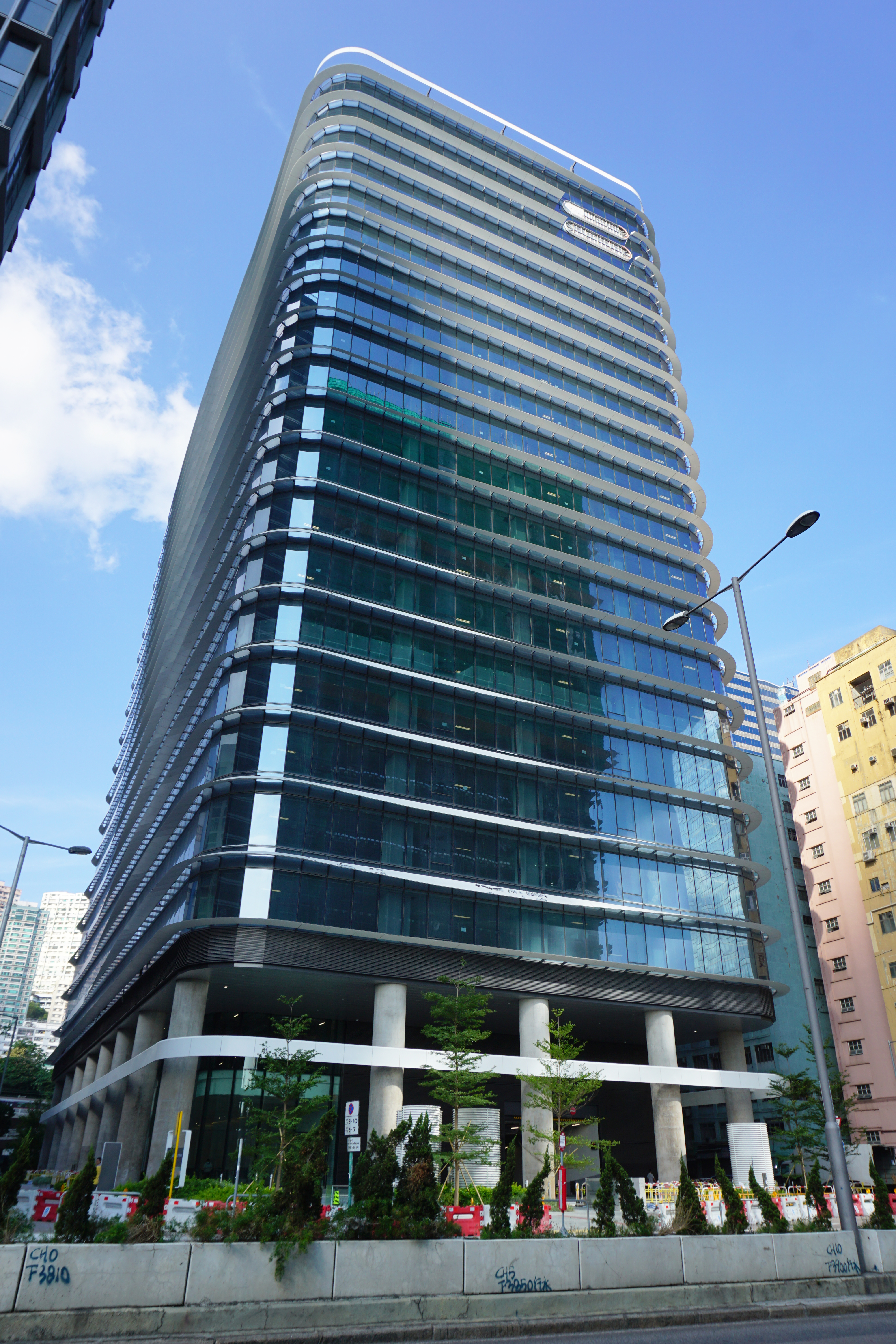
宏利廣場
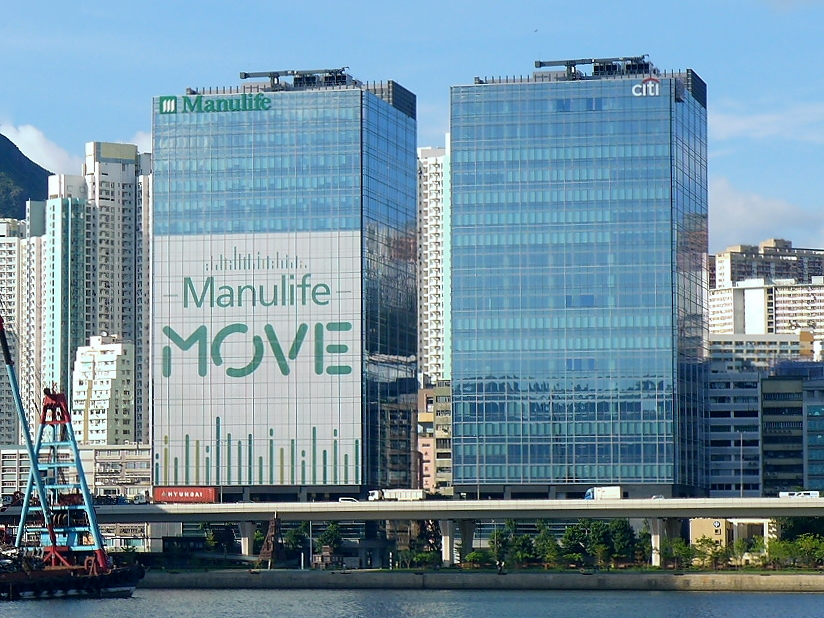
One Bay East
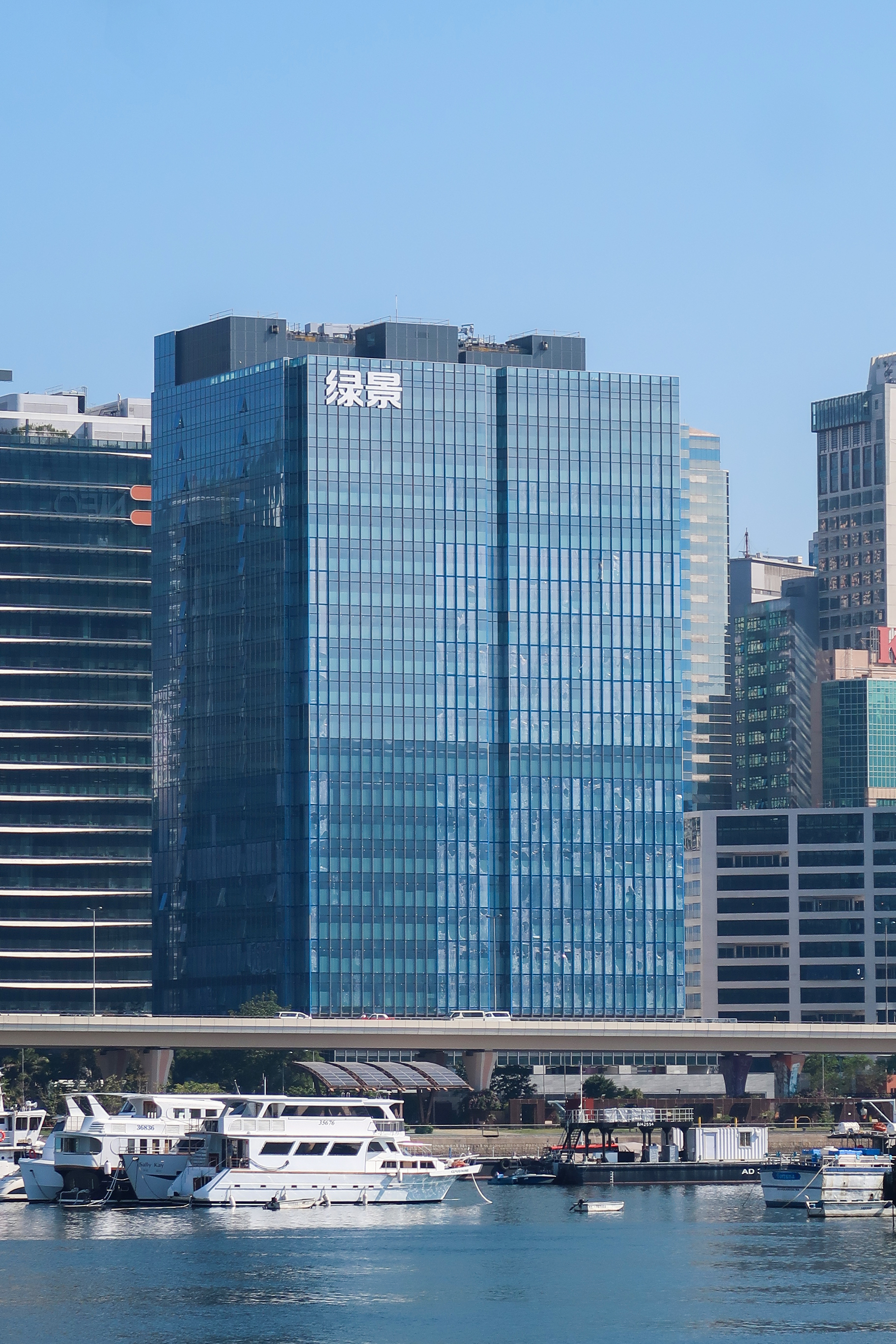
香港綠景NEO大廈
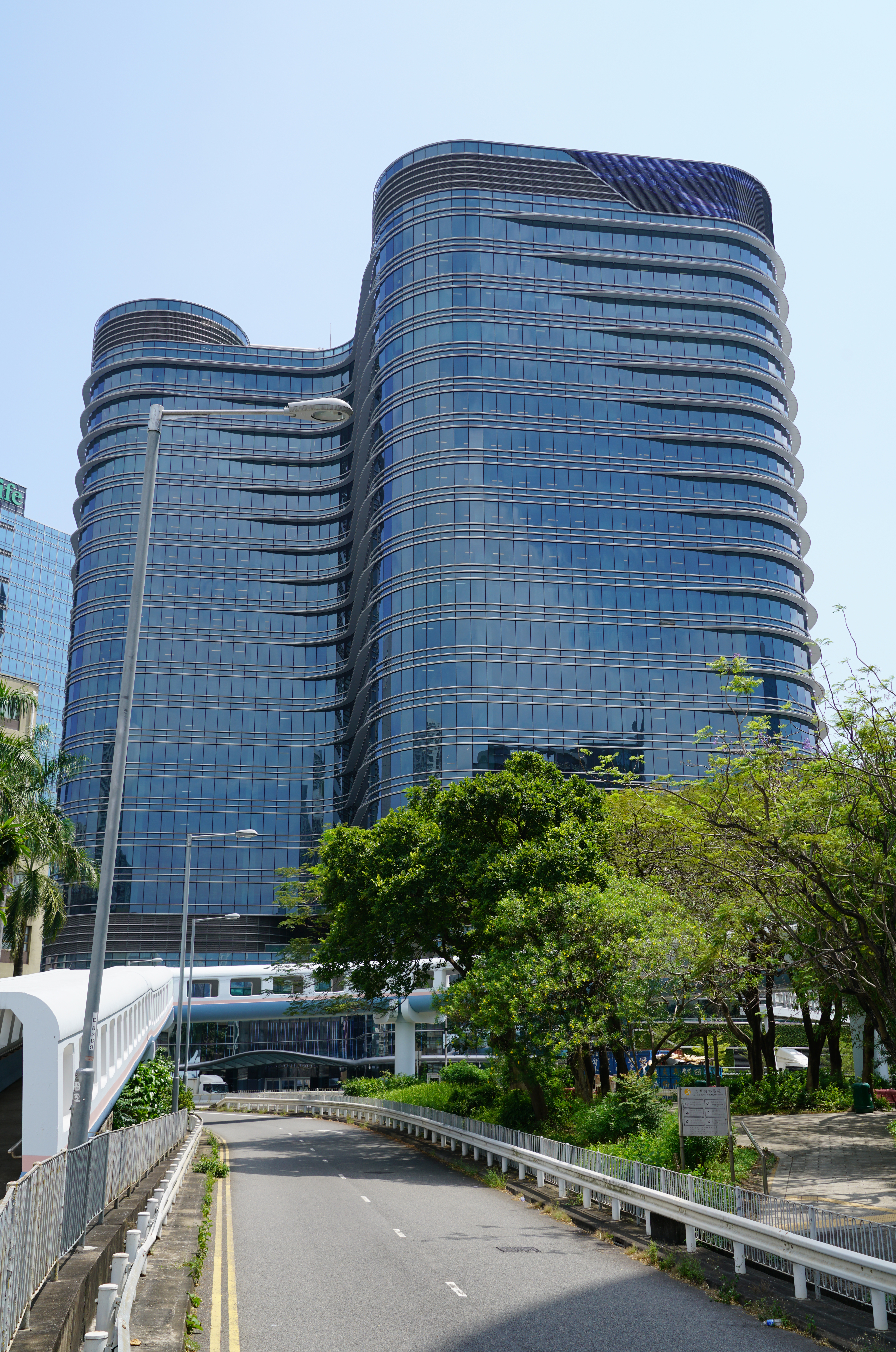
海濱匯

- 宏利廣場
- One Bay East
- 香港綠景NEO大廈
- 海濱匯

## 交通

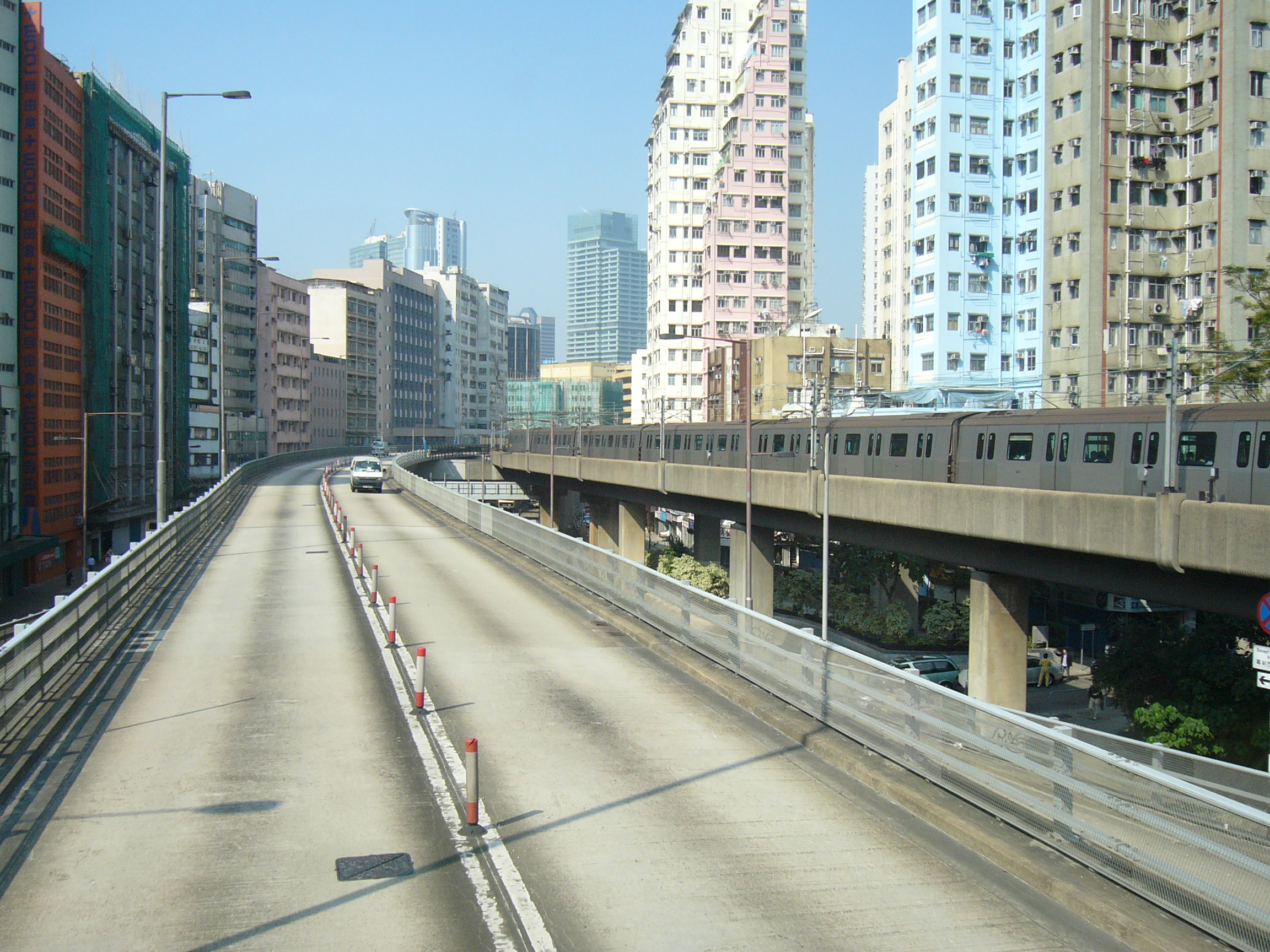
觀塘道5號幹線天橋位於牛頭角站的西行起點

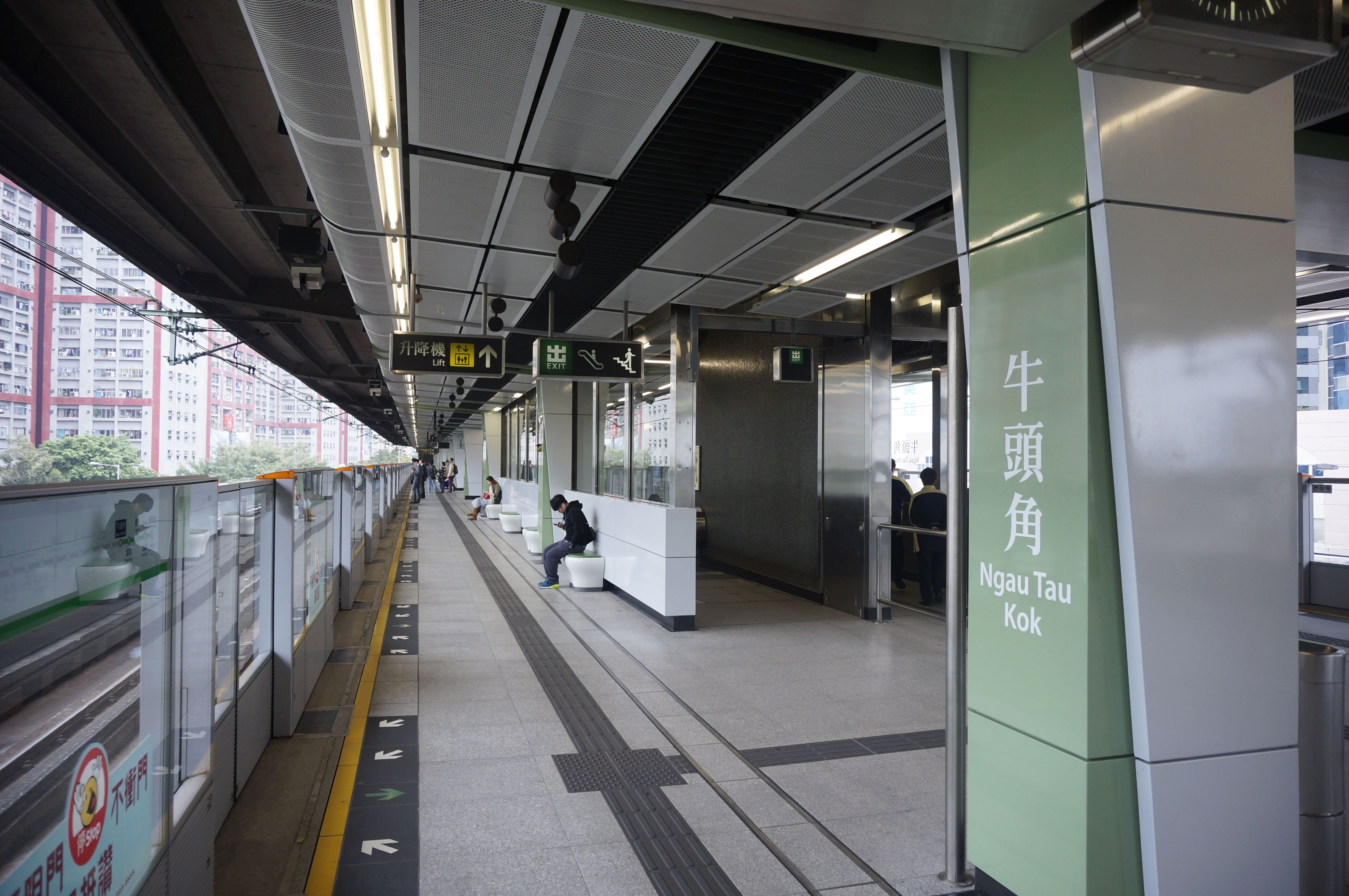
港鐵牛頭角站

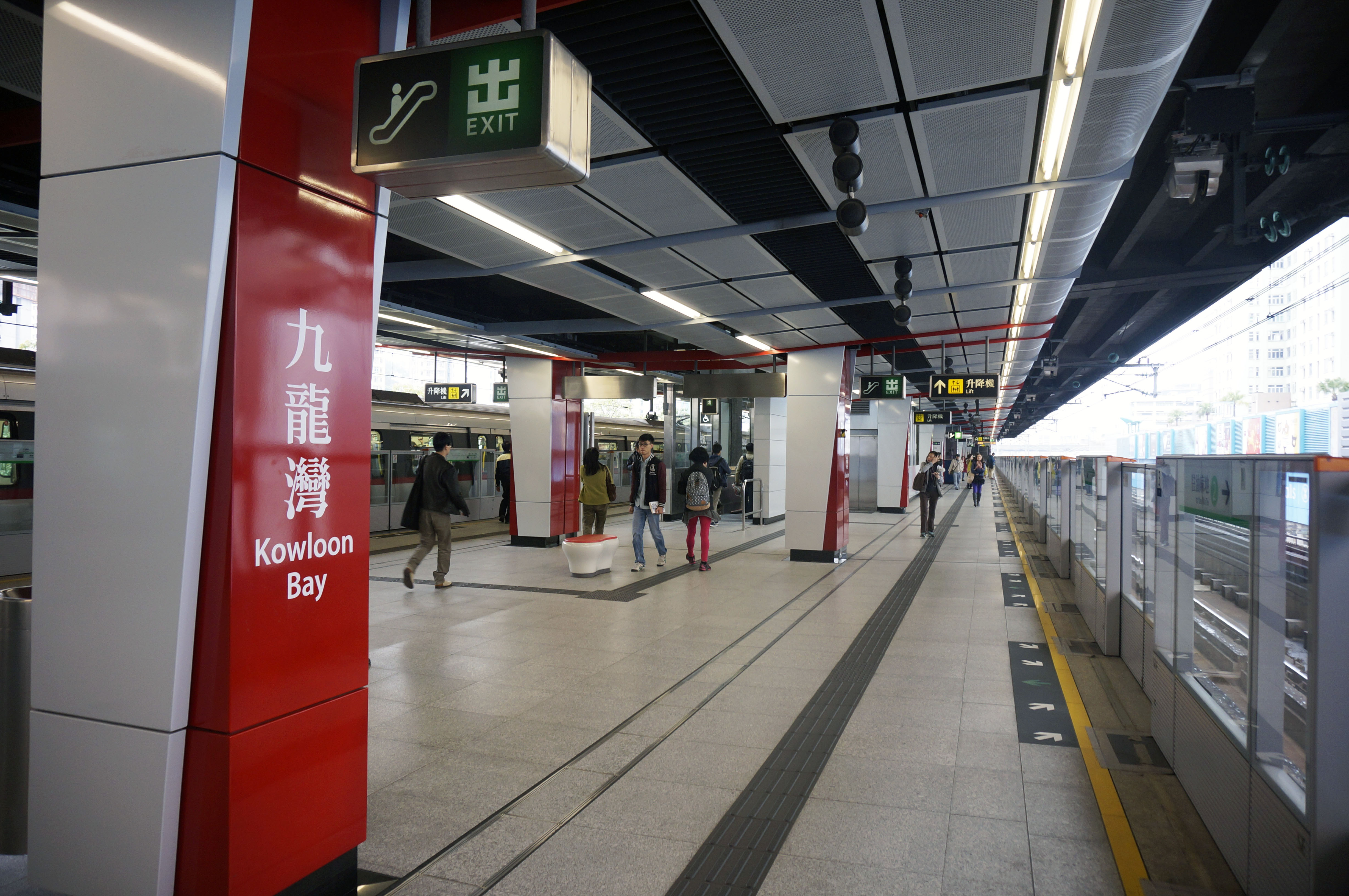
港鐵九龍灣站

### 主要交通幹道
- 牛頭角道
- 觀塘道
- 彩雲道
- 彩霞道
- 佐敦谷北道
- 振華道
- 福淘街
- 定安街
- 定富街
- 安德道
- 雅麗道
- 功樂道

## 區議會議席分佈
為方便比較，以下列表以佐敦谷明渠以南、觀塘道、牛頭角道、聯安街、功樂道、康寧道為範圍。
| 年度/範圍                                                    | 2000-2003                              | 2004-2007                              | 2008-2011                              | 2012-2015                              | 2016-2019                                  | 2020-2023                                  | 2024-2027  |
| ------------------------------------------------------------ | -------------------------------------- | -------------------------------------- | -------------------------------------- | -------------------------------------- | ------------------------------------------ | ------------------------------------------ | ---------- |
| 牛頭角下邨（觀塘道、牛頭角道、常怡道天橋）                   | 下牛頭角選區及部分上牛頭角選區         | 牛頭角選區                             | 牛頭角選區                             | 牛頭角選區                             | 部分牛頭角下邨選區                         | 部分牛頭角下邨選區                         | 觀塘西選區 |
| 觀塘道、牛頭角道以東、雅麗道                                 | 觀塘中心選區一部分                     | 觀塘中心選區一部分                     | 觀塘中心選區一部分                     | 觀塘中心選區一部分                     | 觀塘中心選區一部分                         | 觀塘中心選區一部分                         | 觀塘中選區 |
| 牛頭角上邨、安基苑（牛頭角道以東、安德道安華街沿線）         | 部分佐敦谷選區及部分上牛頭角選區       | 部分佐敦谷選區及部分牛頭角選區         | 部分佐敦谷選區及部分牛頭角選區         | 部分佐敦谷選區及部分牛頭角選區         | 牛頭角上邨選區及部分牛頭角下邨選區         | 牛頭角上邨選區及部分牛頭角下邨選區         | 觀塘西選區 |
| 花園大廈（安善道以南、牛頭角道以東、聯安街以西、樂意山山坡） | 定安選區                               | 定安選區                               | 定安選區                               | 定安選區                               | 定安選區                                   | 定安選區                                   | 觀塘中選區 |
| 功樂道沿線地區                                               | 康樂選區                               | 康樂選區                               | 康樂選區                               | 康樂選區                               | 康樂選區                                   | 康樂選區                                   | 觀塘中選區 |
| 振華道沿線地區                                               | 樂華北選區、樂華南選區及部分佐敦谷選區 | 樂華北選區、樂華南選區及部分佐敦谷選區 | 樂華北選區、樂華南選區及部分佐敦谷選區 | 樂華北選區、樂華南選區及部分佐敦谷選區 | 樂華北選區、樂華南選區及部分牛頭角下邨選區 | 樂華北選區、樂華南選區及部分牛頭角下邨選區 | 觀塘西選區 |

註：以上主要範圍尚有其他細微調整（包括編號），請參閱有關區議會選舉選區分界地圖及條目。

## 外部連結
维基共享资源上的相關多媒體資源：牛頭角